# Peter Erkens
Peter Erkens (* 24. Juli 1898 in Rheydt; † 22. Oktober 1972 in Mönchengladbach) war ein deutscher Politiker (Zentrum, CDU).

## Leben
Nach dem Besuch der Volksschule und dem Abitur am humanistischen Gymnasium in Rheydt studierte Erkens an der Missionarschule im niederländischen Steyl. Er nahm als Soldat am Ersten Weltkrieg teil. Im Anschluss arbeitete er bei der Zentralstelle des Volksvereins für das katholische Deutschland in Mönchengladbach. Später wechselte er als Auslandskorrespondent in die freie Wirtschaft und hatte dort von 1923 bis 1945 leitende Stellungen inne. Als Soldat nahm er auch am Zweiten Weltkrieg teil.
Nach dem Kriegsende war Erkens von 1945 bis 1958 Dezernent und Geschäftsführer der Industrie- und Handelskammer Mönchengladbach.
Erkens war, bis zur Auflösung der Partei 1933, Mitglied des Zentrums. Nach dem Zweiten Weltkrieg trat er der CDU bei.
Erkens gehörte von 1947 bis 1966 dem nordrhein-westfälischen Landtag an und war dort Mitglied des Wiederaufbauausschusses.

## Öffentliche Ämter
Erkens wurde im Juli 1958 als Minister für Wiederaufbau in die von Ministerpräsident Franz Meyers geführte Landesregierung von Nordrhein-Westfalen berufen. Am 1. Mai 1961 wurde das von ihm geleitete Ressort in Ministerium für Landesplanung, Wohnungsbau und öffentliche Arbeiten umbenannt. In dieser Funktion wurde er im Juli 1962 von Joseph Blank abgelöst.